# 胡傑 (小説家)
胡傑（こ けつ、フー・ジエ、1970年 - ）は台湾の推理作家。台北市生まれ。大学教授を務めるかたわら推理小説の執筆を始め、2013年、長編『ぼくは漫画大王』で第3回島田荘司推理小説賞を受賞しデビューした（文善『逆向誘拐』と同時受賞）。
デビュー時には好きな作家として島田荘司、我孫子武丸、折原一、殊能将之、アガサ・クリスティ、アントニイ・バークリーを挙げている。『ぼくは漫画大王』以降は短編しか発表していないが、2016年の時点ですでに長編が第3作まで書き上がっているという。
台湾でのペンネームの表記は「胡杰」だが、日本での翻訳出版の際は「杰」（けつ）と同音同義の異体字である「傑」が使用され、「胡傑」とされた。

## 日本語訳作品
- ぼくは漫画大王 （稲村文吾訳、文藝春秋、2016年5月） ISBN 978-4-16-390463-4 - 『我是漫畫大王』（2013年）の邦訳

## 作品リスト

### 長編
- 我是漫畫大王 （皇冠文化出版、2013年9月）
- 尋找結衣同學 I：不安的啟程 （要有光、2017年2月）
- 尋找結衣同學 II：絕望的歸途 （要有光、2017年2月）
- 密室吊死詭：靈異校園推理 （要有光、2017年8月）

### 短編
中国大陸の雑誌『歳月・推理』（岁月・推理）への掲載。
- 在洛杉磯不宜賞鯨（簡体字：在洛杉矶不宜赏鲸 / ロサンゼルスはホエールウォッチングに向かない） - 『歳月・推理』金版 2013年12月号
- 去問貓咪吧（簡体字：去问猫咪吧 / にゃんこたちに聞いてみろ） - 『歳月・推理』銀版 2014年3月号
- 誰是臥底（簡体字：谁是卧底） - 『歳月・推理』2016年6月号